# 1410 Margret
Margret (asteróide 1410) é um asteróide da cintura principal com um diâmetro de 19,1 quilómetros, a 2,7153045 UA. Possui uma excentricidade de 0,1023594 e um período orbital de 1 921,63 dias (5,26 anos).
Margret tem uma velocidade orbital média de 17,1251634 km/s e uma inclinação de 10,34942º.
Esse asteróide foi descoberto em 8 de Janeiro de 1937 por Karl Reinmuth.